# Giovanni Benedetto Platti
Giovanni Benedetto Platti, né le 9 juillet 1697 à Padoue et mort le 11 janvier 1763 à Wurtzbourg, est un compositeur italien de musique baroque du XVIIIe siècle qui passa l'essentiel de sa carrière en Allemagne.

## Biographie
Platti reçoit son éducation musicale en Italie ; il est l'élève de Francesco Gasparini à Venise, étudie le chant, le hautbois et le violon. On croit qu'il aurait pu étudier avec Tomaso Albinoni, Antonio Lucio Vivaldi, Antonio Lotti, Alessandro Marcello et Benedetto Giacomo Marcello (?). 
Il fait connaissance pendant sa jeunesse, à Sienne, du piano-forte mis au point depuis 1711 par Bartolomeo Cristofori et compose des sonates pour cet instrument. En 1722, il émigre en Allemagne, où les musiciens italiens étaient très recherchés, et est embauché à Wurtzbourg par le prince-évêque Johann Philipp Franz de Schönborn en tant que chanteur, instrumentiste, compositeur et professeur de la cour. 
Il épouse en 1723 la cantatrice soprano Theresia Langprückner, travaillant à la chapelle épiscopale, dont il devait avoir huit enfants. Il passe tout le reste de sa vie à Wurtzbourg.

## Œuvre

### Musique Sacrée
- Messa a capella en Do Majeur (Coro: Soprano, Contralto, Tenore, Basso) e Basso Continuo. Kyrie, Credo, Et incarnatus, Sanctus, Osanna Benedictus, Agnus Dei
- Messa en Fa Majeur (Coro: Soprano, Contralto, Tenore, Basso). Violino I, Violino II, Viola e Basso Continuo. Kyrie, Gloria, Credo, Sanctus, Osanna, Benedictus, Agnus Dei.
- Messa en La Majeur (Coro: Soprano, Contralto, Tenore, Basso). Violino I, Violino II, Viola e Basso Continuo. Kyrie, Gloria, Credo, Et incarnatus, Sanctus, Osanna, Benedictus, Agnus Dei.
- Messa Concertata (Requiem) en Do mineur. Soprano solo, Tenore solo, Basso I solo, Basso II solo. (Coro: Soprano, Contralto, Tenore, Basso). Violino I, Violino II, Viola e Basso Continuo. Requiem aeternam, Te decet hymnus, Kyrie, Dies irae, Quantus tremor, Tuba mirum, Lacrymosa, Huie ergo, Domine Jesu Christe, Quam olim Abrahae, Sanctus, Hosanna, Benedictus , Hosanna, Agnus Dei, Lux aeterna.
- Miserere en Sol mineur. Soprano solo, Tenore solo, Basso solo. (Coro: Soprano, Contralto, Tenore, Basso). Oboe solo, Violino I, Violino II, Viola e Basso Continuo.
- Stabat Mater en Do mineur. Basso solo. Flute solo, Oboe solo, Viola I, Viola II e Basso Continuo.
- Offertorium (Benedicite) en Si bémol Majeur. A Otto voci (2 Soprani, 2 Contralti, 2 Tenori, 2 Bassi). Violino I, Violino II, Viola e Basso Continuo.

- 2 Oratorios: Franchonia cristiana et Sant’Elena a calvario, 1732, la musique est perdue.

### Musique Vocale Profane
- Cantata en Do Majeur: "Corre dal bosco al prato la misera cervetta" pour Soprano, Clavicembalo obbligato, Violino I, Violino II, Viola e Basso Continuo.
- Cantata en La Majeur: "Già libero, già sciolto" pour Soprano, Violino I, Violino II, Viola e Basso Continuo.
- Cantata en Si bémol Majeur: "Sdegni e disprezzi" pour Soprano, Violino I, Violino II, Viola e Basso Continuo.
- 1 Serenata, seul le texte a été conservé, la musique est perdue.
- 2 Arias pour Soprano, et Clavecin, seule la musique a été conservé, le texte est perdu.

### Musique Instrumentale
- Concerto pour Oboe et Cordes. Oboe solo, Violino I, Violino II, Viola e Basso Continuo.
- 9 Concerti per il Cembalo Obligato (et Cordes). Cembalo solo, Violino I, Violino II, Viola e Basso Continuo.
- Concerto pour Violino et Cordes. Violino solo, Violino I, Violino II, Viola e Basso Continuo.
- 28 Concerti per Violoncello Obligato (et Cordes). Violoncello solo, Violino I, Violino II, Viola e Basso Continuo (parfois sans Viola).
- 8 Concerti Grossi d'après l'Op. 5 de Corelli. Concertino: Violino I, Violino II, Violoncello. Ripieno: Violino I, Violino II, Viola e Basso Continuo.
- 19 Sonate (ou trios) à Violino, Violoncello e Basso Continuo.
- 1 Sonata à Violino, Oboe e Basso Continuo.
- 1 Sonata à Oboe, Violoncello e Basso Continuo.
- 1 Trio con Oboe e Faghotto obligato (e Basso Continuo).
- 1 Trio con Flauto e Violino (e Basso Continuo).
- 1 Sonata en La Majeur à Violino solo (e Basso Continuo).
- 12 Sonate à Violoncello solo (e Basso Continuo).
- 6 Sonate a Flauto Traversiere Solo con Violoncello overo Cembalo.
- 2 Sonate à Oboe Solo (e Basso Continuo).
- 4 Ricercare pour Violon et Violoncelle (Nº 1-3 et 6; Nº 4 et 5 sont apparemment perdus).
- 20 Sonate per il Cembalo.
- 1 Arioso e Allegro per il Cembalo.
- 1 Fantasia-Gavotta per il Cembalo.

La musique de chambre est pour la plus grande partie manuscrite fait partie de la collection musicale de Schönborn-Wiesentheid.

## Discographie
- Intégrale des sonates pour clavecin - Filippo Emanuele Ravizza, clavecin copie de J.D. Dulcken (2006, coll. « collection Concerto » 4 CD MusicMedia) (OCLC 1040298295)
- Concerti grossi after Corelli, et autres concertos - Akademie für Alte Musik Berlin (novembre 2007, Harmonia Mundi) (OCLC 291098257 et 859426136)
- Sonate à tre - Radio Antiqua : Lucia Giraudo, violon ; Yongcheon Shin, hautbois ; Petr Hamouz, violoncelle ; Isabel Favilla, basson ; Hen Goldsobel, violone ; Giulio Quirici, théorbe ; Claudio Ribeiro, clavecin (avril 2018, Ramée) (OCLC 1101190193)
- Sonates pour flûte, op. 3 - Alexa Raine-Wright, flûte baroque ; Camille Paquette-Roy, violoncelle ; Sylvain Bergeron, archiluth et guitare baroque ; Rona Nadler, clavecin (2019, SACD Factor)